# Reinheitsgebot

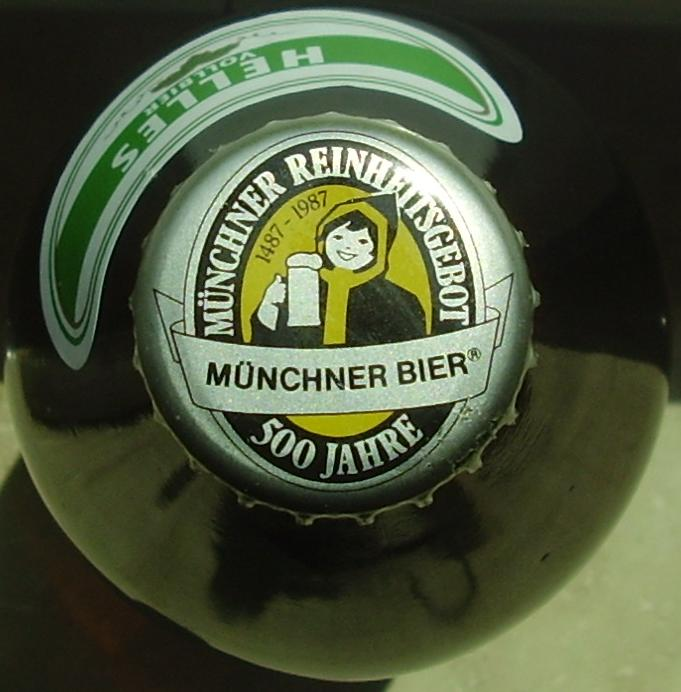
Un tappo con il logo "Reinheitsgebot"

Il Reinheitsgebot /ˈʀaɪ̯nhaɪ̯tsˌɡəboːt/ (in tedesco "decreto/dettame di purezza") fu una norma promulgata nella città di Monaco nel 1487 e poi estesa a tutta la Baviera nel 1516 da Guglielmo IV di Baviera, atta a regolamentare la produzione e la vendita della birra in Baviera. Si ritiene che si tratti della più antica regolamentazione nel settore igienico-alimentare e della più antica norma a tutela dei consumatori mai emessa.
La sua introduzione segnò il declino nella produzione del gruit e soltanto in seguito fu permesso l'utilizzo del lievito nel processo. Benché verso la fine del Novecento gli stringenti principi siano stati erosi dall'attività della Corte di giustizia dell'Unione europea, la quale ha preferito un approccio più consono al libero mercato e all'ingresso straniero o alla lavorazione tedesca di birre che non si attenessero strettamente alla normativa in esame, molte birrerie tedesche continuano oggi ad aderire spontaneamente ai dettami, rimarcando il proprio rispetto del Reinheitsgebot.

## Contenuti
Nel testo originale sono designati, come soli ingredienti utilizzabili nella produzione della birra, l'acqua, l'orzo e il luppolo. La legge fissa inoltre il prezzo della birra a 1 pfennig per Maß tra aprile e settembre (un'unità di volume bavarese pari a 1,069 litri) e un massimo di 2 durante il resto dell'anno. La possibilità di aggiungere sali «non era consentita, così come l'aggiunta di sali minerali». Il Reinheitsgebot sopravvive indirettamente nell'ordinamento teutonico tramite la "Legge provvisoria sulla birra tedesca", che permette alcuni ingredienti proibiti nel Reinheitsgebot, come il malto di frumento e lo zucchero di canna, ma che non permette più l'utilizzo di orzo non maltato.
Si noti come, ad eccezione di un fugace passaggio compiuto da un decreto risalente al 1551, nel testo originale non sia menzionato il lievito. Fu solo nei primi anni dell'Ottocento che Louis Pasteur scoprì il ruolo dei microorganismi nel processo di fermentazione, pertanto, all'epoca della stesura del testo, il lievito non era riconosciuto come ingrediente della birra. I mastri birrai in genere raccoglievano il "fondo" di una fermentazione precedente per aggiungerlo a quella successiva: tale sedimento conteneva di solito i microrganismi necessari ad attivare il processo. Se non ve ne era di disponibile, venivano preparate più tinozze e si attendeva che le spore dei lieviti diffuse nell'aria ripopolassero la colonia (anche se le zone con molti birrifici presentano un'alta concentrazione di spore nell'aria, questo processo richiedeva molto più tempo).
Il luppolo era aggiunto alla birra come conservante, e la sua menzione nel Reinheitsgebot indica la volontà di prevenire i metodi di conservazione scadenti usati prima del suo utilizzo. I birrai medioevali avevano usato molti ingredienti problematici per la conservazione della birra tra cui, per esempio, la fuliggine e l'amanita muscaria. Più comunemente venivano utilizzate altre erbe come l'ortica, "imparentata" con il luppolo, e probabilmente giusquiamo, belladonna e assenzio, ritenute però legate a un lascito secolare pagano.
Nel Reinheitsgebot sono inserite anche le sanzioni per la produzione di birra non conforme: al birraio che utilizza altri ingredienti possono essere confiscate senza alcun indennizzo le botti per cui sussista il dubbio. Il termine Reinheit, che vuol dire "purezza", non compare nel testo originale e fu aggiunto solo nel 1918. Di seguito viene riportato il contenuto della legge originale e la traduzione in italiano:

## Storia

### Prima del 1487
La prima menzione documentata della birra compiuta da un nobile tedesco, risalente al 974, riguardò la concessione di una licenza per la produzione della bevanda concessa dall'imperatore Ottone II di Sassonia alla chiesa di Liegi (oggi in Belgio). Nel corso del tardo Medioevo, sono note in Germania anche altre diverse regolamentazioni relative alla birra, tra cui quella di Augusta del 1156, di Norimberga nel 1293 e quella di Erfurt del 1351.

### 1487-prima del XX secolo

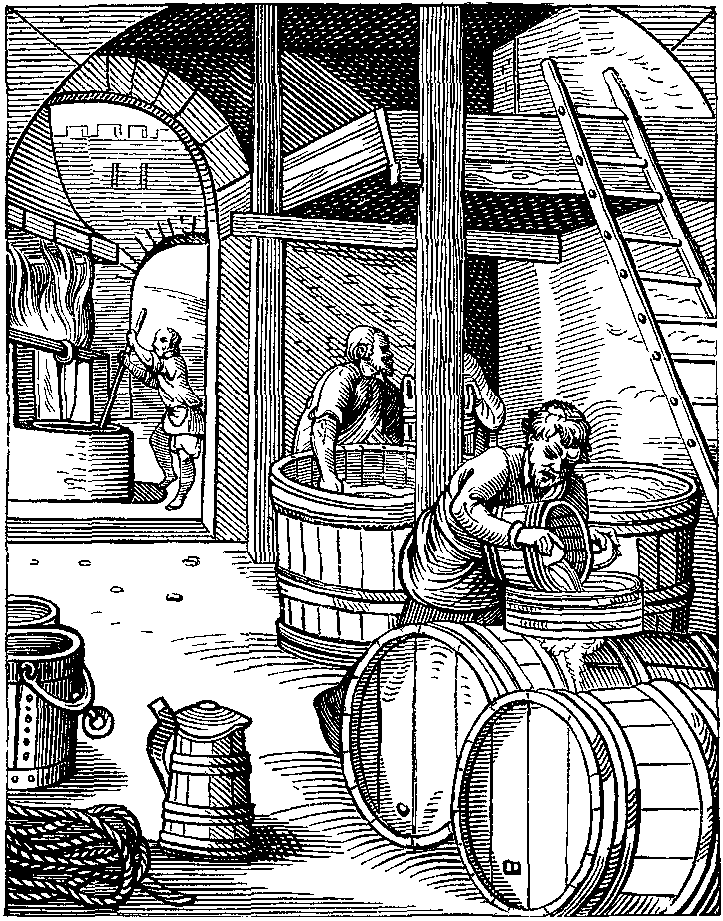
Un birrificio del XVI secolo

Pur essendo il codice di Hammurabi la più antica opera legislativa di cui si ha conoscenza a comprendere una disposizione normativa relativa alla birra, il Reinheitsgebot ha un grande valore storico perché ritenuto la prima legge emessa nel settore igienico-alimentare e a tutela del consumatore del mondo. La norma fu introdotta nel 1487 e la sua validità si estendeva per la sola città di Monaco; nel 1516, Guglielmo IV di Baviera la rese vigente per tutta la Baviera. In parte, il provvedimento fu esteso nel 1516 per prevenire la competizione sul prezzo del frumento e della segale tra birrai e panificatori. La sua introduzione ebbe come effetto secondario il declino nella produzione del gruit, un insieme di erbe alla lunga soppiantato dal luppolo. La restrizione tra i cereali al solo orzo intendeva assicurare la disponibilità di quantità sufficienti di pane di buona qualità, dal momento che i più pregiati frumento e segale erano riservati alle attività dei fornai. Ancora oggi molti birre bavaresi sono prodotte con l'orzo. Bisogna ricordare comunque che le disposizioni normative si applicavano ai soli commercianti, lasciando esclusi gli aristocratici, i quali erano liberi di produrre la birra che preferivano.
Il Reinheitsgebot si estese lentamente attraverso la Baviera e la Germania. La Baviera insistette sulla sua applicazione in tutta la Germania come requisito indispensabile alla riunificazione del Paese nel 1871, in modo da prevenire la competizione con le birre prodotte altrove con una gamma maggiore di ingredienti. Tale procedimento incontrò una forte resistenza tra i birrai non bavaresi. Si pensa che ciò abbia portato all'estinzione di molte tradizioni birrarie e di molte specialità locali, come la birra speziata e quella alle ciliegie tipiche della Germania settentrionale, portando le pilsener a dominare il mercato tedesco.

### XX e XXI secolo
Fu soltanto nel 1919 che il testo legislativo divenne vincolante per tutto il territorio tedesco. Regolamentazioni simili a quelle del Reinheitsgebot furono incorporate in vari disciplinari delle corporazioni e leggi locali in tutta la Germania, e nel 1952, furono incluse nel Biersteuergesetz (legge sulla tassazione della birra) della Germania Ovest. Molti birrai in quella occasione obiettarono alla legge, dissentendo più sull'ammontare delle tasse che sui requisiti degli ingredienti. Secondo Swinnen e Briski, appariva inevitabile che le «associazioni dei produttori di birra di altri Stati si scontra[ssero] con i produttori bavaresi a livello federale». Le schermaglie continuarono dal 1949 al 1965, con un produttore di birra che sfidò il divieto bavarese spedendo birra dolce dai suoi stabilimenti di Francoforte. La Corte federale tedesca di giustizia intervenne sul punto nel 1965, circoscrivendo la legge alle sole birre lager, mentre quelle dolci potevano essere vendute senza l'indicazione del termine "birra".
Durante il secondo dopoguerra, la legge attirò critiche anche dai birrai stranieri, che la interpretarono come una forma di protezionismo che permetteva alla Germania Ovest di proibire le importazioni non compiacenti, anche birre di alta qualità provenienti da paesi come Belgio e Regno Unito che avevano le proprie tradizioni birrarie. Da allora i requisiti sugli ingredienti sono rientrati dalla Biersteuergesetz, una legge relativa tra le altre cose al divieto di importare birre contenenti additivi e «il cui uso sia autorizzato nello Stato membro di provenienza»; ad ogni modo, la birra prodotta in conformità al Reinheitsgebot riceve un trattamento speciale come alimento "tradizionale" protetto. Tra le critiche mosse verso i sostenitori del provvedimento originario si sottolineava l'inadeguatezza di metodi di produzione ormai superati, oltre che l'eccessiva circoscrizione ai pochi ingredienti di base autorizzati. Nelle versioni più recenti, il divieto previsto dalla norma riguardava la necessità di non ricorrere a sostanze chimiche, conservanti o esaltatori artificiali di processo (ad esempio enzimi artificiali o sostanze nutritive del lievito di birra) oppure ancora amido a basso costo e fonti aromaticamente neutre come il riso ed il mais. Alla fine, nel marzo del 1987, la Corte di giustizia dell'Unione europea privilegiò il libero mercato e permise l'ingresso in Germania di birre che non fossero conformi al Reinheitsgebot, ritenendo quest'ultima una normativa che violava l'articolo 30 del Trattato di Roma.

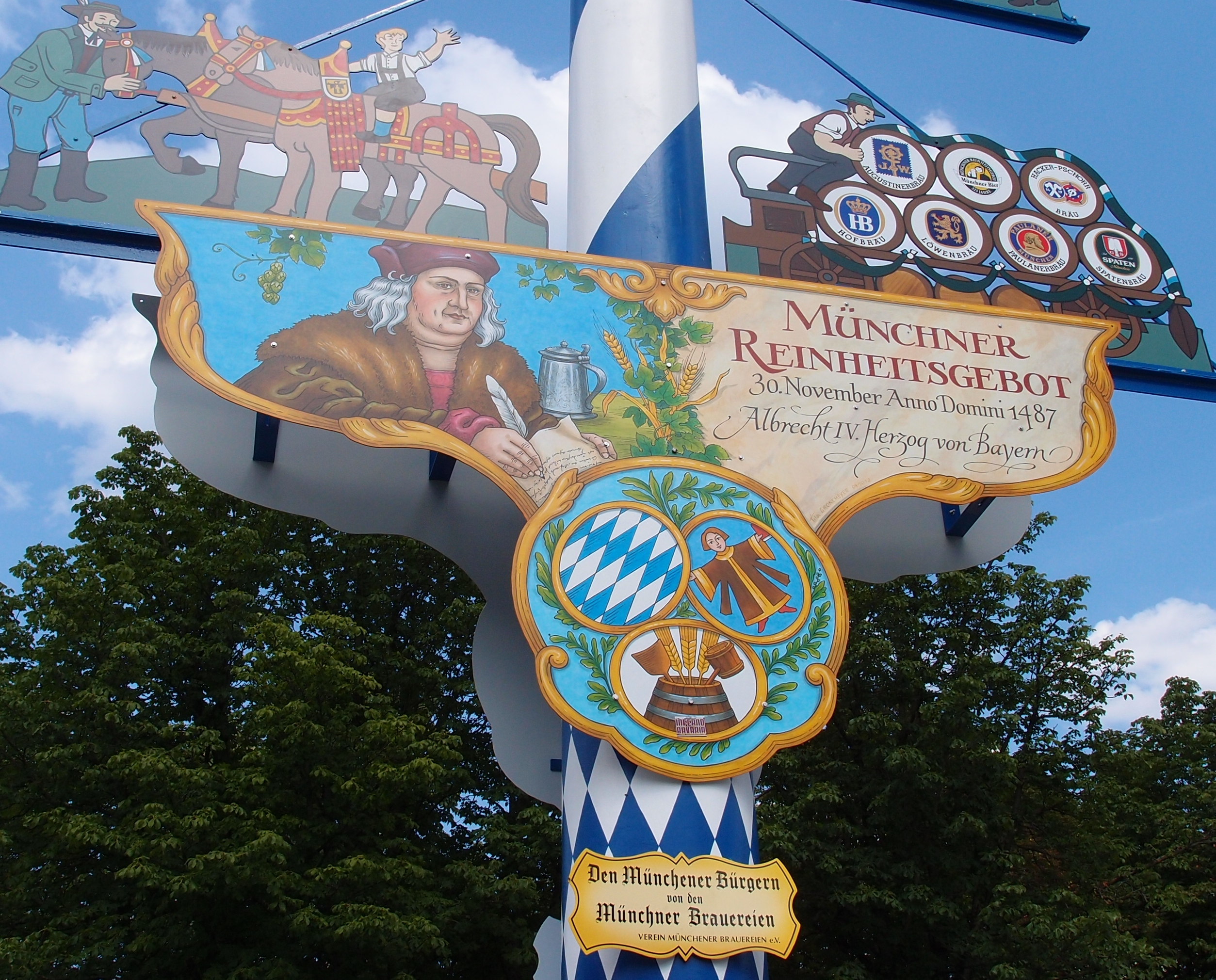
Memoriale della promulgazione del Reinheitsgebot da parte di Guglielmo IV di Baviera. Dettaglio di una decorazione dell'albero di maggio, Viktualienmarkt, Monaco

Nonostante la pronuncia europea, il Reinheitsgebot non è scomparso, sia pur ammettendo da allora l'importazione di birre realizzate senza rispettare la legge dal 1516. Dopo la riunificazione della Germania nel 1990, alla Klosterbrauerei Neuzelle, un ex birrificio di un monastero nel centro abitato di Neuzelle nel Brandeburgo è stato intimato di sospendere la vendita della sua tradizionale birra scura, un prodotto probabilmente più antico dello stesso Reinheitsgebot. Alla fine ne è stata concessa la vendita nel paese con il nome di Schwarzer Abt ("Abate Nero", senza la parola "birra"). Il Biergesetz, emesso nel 1993, ha costituito una versione, per così dire, aggiornata del vecchio provvedimento; tra i permessi concessi si è garantita la possibilità di effettuare un procedimento chiamato «decarbonazione con calore e calce», funzionare ad eliminare tracce d'acqua. La stringente applicazione della legge ha limitato per decenni la gamma delle birre tedesche disponibili e ha consentito soltanto la sopravvivenza di poche varietà regionali, come la Altbier di Düsseldorf. Per questo motivo, alcuni mastri birrai e anche dei politici teutonici hanno ritenuto in tempi recenti che questo provvedimento ha rappresentato un ostacolo alla creatività. Al contrario, altri hanno sostenuto che non si trattava di restrizioni eccessive, tanto che è stata avanzata una proposta all'UNESCO, poi bocciata, finalizzata a elevare il Reinheitsgebot quale patrimonio immateriale dell'umanità.
Oggi le leggi dell'Unione europea permettono altri ingredienti oltre a quelli ammessi dal Reinheitsgebot (tutto ciò che è ammesso negli altri cibi è permesso anche nella birra), ma la maggioranza dei birrifici tedeschi si conforma volontariamente al Reinheitsgebot, usandolo come un potente strumento di marketing. Tra le normative europee rientra ad esempio l'obbligo di indicare la percentuale di alcol contenuta nel prodotto. In generale, i birrifici tedeschi sono abbastanza orgogliosi del Reinheitsgebot e molti (anche quelli che utilizzano il malto di frumento) asseriscono di conformarvisi. È possibile richiedere delle eccezioni alle regole attuali in contesti particolari, come è avvenuto con riferimento alle birre senza glutine le quali, pur utilizzando degli ingredienti diversi, possono essere etichettate come birre.

### IlReinheitsgebotnel mondo
Fino alla sentenza europea del 1987, il Reinheitsgebot rimase in vigore in maniera intransigente anche in Grecia sin dagli inizi del XIX secolo. Ciò si dovette ai provvedimenti normativi che rimasero in vigore promulgate dal primo re greco, Ottone, per nascita principe di Baviera. Anche i produttori tedeschi della Birra Tsingtao, la cui lavorazione cominciò quando Qingdao, oggi in Cina, era una colonia tedesca, decisero volontariamente di attenersi alla legge.
Oltre alla Svizzera e all'Austria, anche in Namibia, vecchia colonia tedesca, il Reinheitsgebot è tuttora una disposizione legislativa seguita.